# Digital Champions
Les Digital Champions (« Défenseurs du numérique » en français) sont nommés par chaque État membre de l’Union européenne pour aider les États, ainsi que la Commission européenne, à promouvoir les avantages d'une société numérique ouverte à tous.
Les Digital Champions collaborent localement avec les citoyens, les collectivités, les entreprises, les autorités et le système éducatif. Ils agissent en aidant les personnes à s’adapter aux évolutions de la société numérique, par la promotion de l’administration en ligne, de l’entrepreneuriat et des compétences informatiques dans l'éducation, ainsi qu’en encourageant les entreprises à adopter les nouvelles technologies et à devenir plus compétitives, en contribuant à la recherche et à l'innovation. 
Ils conseillent également la Commission européenne sur la mise en œuvre de l’Agenda numérique européen, une des initiatives phare d’Europe 2020. La Commission européenne converse régulièrement avec les Digital Champions et ces échanges ouvrent un espace public utile de débat, de confrontation et de développement des actions locales. Les Digital Champions se réunissent au moins deux fois par an.

## Liste par pays
Tous les États membres, à l’exception de l'Estonie, ont désigné leur Digital Champion. Martha Lane Fox, Digital Champion du Royaume-Uni, a démissionné le 29 novembre 2013. Source 2015 : site web de la Commission européenne :
- Allemagne :
- Autriche : Meral Akin-Hecke[3]
- Belgique : Saskia van Uffelen[4]
- Bulgarie : Gergana Passy[5]
- Croatie : Darko Parić[6]
- Chypre : Stelios Himonas[7]
- Danemark : Lars Frelle-Petersen[8]
- Espagne : Andreu Veà Baró (en)[9]
- Finlande : Linda Liukas[10]
- France : Gilles Babinet[11]
- Hongrie : István Erényi[12]
- Italie : Riccardo Luna[13]
- Irlande : David Puttnam[14]
- Lettonie : Reinis Zitmanis[15]
- Lituanie : Kestutis Juskevicius[16]
- Luxembourg : Björn Ottersten[17]
- Malte : Godfrey Vella[18]
- Pays-Bas : Tineke Netelenbos[19]
- Pologne : Wlodzimierz Marcinski[20]
- Portugal : Antonio Murta[21]
- République tchèque : Ondrej Felix[22]
- Roumanie : Paul-Andre Baran[23]
- Slovaquie : Peter Pellegrini[24]
- Slovénie : Ales Spetic[25]
- Suède : Jan Gulliksen[26]